# Kommissionen von der Leyen II
Kommissionen von der Leyen II er navnet på den Europa-Kommission, der ventes at tiltræde 1. november 2024.
Ursula von der Leyen blev af Det Europæiske Råd foreslået som kommissionsformand for en anden mandatperiode den 27. juni 2024 og valgtes af et absolut flertal i Europa-Parlamentet 18. juli 2024. 401 mandater stemte for.
Inden den nye kommission kan tiltræde skal de øvrige foreslåede kommissionsmedlemmer udspørges af parlamentet, hvorefter den foreslåede kommission i sin helhed skal godkendes af parlamentet.

## Politiske sigtelinjer
18. juli 2024 præsenterede Ursula von der Leyen sine politiske sigtelinjer som fortsættende kommissionsformand. De fokuserede på øget økonomisk vækst, konkurrencekraft, et stærkere forsvarssamarbejde og mere social retfærdighed.

## Udnævnelse

### Parlementarisk støtte
For at kunne fortsætte som kommissionsformand skulle Ursula von der Leyen først godkendes af Europa-Parlamentet. Eftersom de tre største EU-positive grupper - Det Europæiske Folkeparti, Gruppen for Det Progressive Forbund af Socialdemokrater i Europa-Parlamentet og Gruppen Forny Europa totalt set gik tilbage ved Europa-Parlamentsvalget 2024 var det op til afstemningen uklart om hun ville få opbakning fra et flertal. Det betød, at hun enten skulle have støtte fra Gruppen af Europæiske Konservative og Reformister (ECR) eller Gruppen af De Grønne/Europæiske Frie Alliance. Efter sin tale til parlamentet meddelte De Grønne/Europæiske Frie Alliance, at den ville stemme for Urusla von der Leyen, mens ECR-gruppen var splittet. Ved afstemningen stemte 401 ud af 707 parlamentarikere for von der Leyen. For at blive valgt skulle hun mindst have 360 stemmer.

### Udnævnelse af den høje repræsentant
Efter Det Europæiske Råds møde i juni 2024 stod det klart, at Kaja Kallas ville blive udpeget til EU's højtstående repræsentant for udenrigsanliggender og sikkerhedspolitik. Det Europæiske Råd godkendte endeligt udpegningen på sit møde 24. juli 2024.

### Kommissærerne
Ifølge Traktaten om Den Europæiske Union udpeger hvert medlemsland en kommissær, der har ansvaret for et specifikt politisk område.
25. juli 2024 sendte Urusula von der Leyen breve til medlemslandene og efterspurgte deres nomineringer af kandidater til kommissærposterne. Som da hun første gang udpegede en kommission efterlyste hun samtidig, at medlemslandene både nominerer en mand og en kvinde. Pr. 25. august 2024 har intet medlemsland dog nomineret to kandidater, og flertallet af dem er mænd.

### Nominerede kandidater
| Kommissær              | Billede | Ansvarsområde                                                              | EU-parti (Nat. parti) | EU-parti (Nat. parti)                  | Medlemsstat | Dato for nominering                   | Ref.   |
| ---------------------- | ------- | -------------------------------------------------------------------------- | --------------------- | -------------------------------------- | ----------- | ------------------------------------- | ------ |
| Ursula von der Leyen   |         | Formand                                                                    |                       | EPP (CDU)                              | Tyskland    | 18. juli 2024 (af Europa-Parlamentet) | [ 12 ] |
| Dan Jørgensen          |         |                                                                            |                       | PES (Socialdemokratiet)                | Danmark     | 28. august 2024                       | [ 13 ] |
| Valdis Dombrovskis     |         |                                                                            |                       | EPP (JV)                               | Letland     | 11. juni 2024                         | [ 14 ] |
| Ribera Teresa          |         |                                                                            |                       | PES (PSOE)                             | Spanien     | 24. april 2024                        | [ 15 ] |
| Maroš Šefčovič         |         |                                                                            |                       | PES (suspenderet) (Smer-SD)            | Slovakiet   | 17. juni 2024                         | [ 16 ] |
| Jozef Síkela           |         |                                                                            |                       | EPP Uafhængig                          | Tjekkiet    | 14. juni 2024                         | [ 17 ] |
| Dubravka Šuica         |         |                                                                            |                       | EPP (HDZ)                              | Kroatien    | 1. august 2024                        | [ 18 ] |
| Apostolos Tzitzikostas |         |                                                                            |                       | EPP (ND)                               | Grækenland  | 1. august 2024                        | [ 19 ] |
| Magnus Brunner         |         |                                                                            |                       | EPP (ÖVP)                              | Østrig      | 31. juli 2024                         | [ 20 ] |
| Christophe Hansen      |         |                                                                            |                       | EPP (CSV)                              | Luxembourg  | 22. august 2024                       | [ 21 ] |
| Raffaele Fitto         |         |                                                                            |                       | ECR Italiens Brødre                    | Italien     | 30. august 2024                       | [ 22 ] |
| Piotr Serafin          |         |                                                                            |                       | EPP Uafhængig                          | Polen       |                                       | [ 23 ] |
| Maria Luís Albuquerque |         |                                                                            |                       | EPP Portugals Socialdemokratiske Parti | Portugal    | 28. august 2024                       | [ 24 ] |
| Olivér Várhelyi        |         |                                                                            |                       | Uafhængig                              | Ungarn      | 29. juli 2024                         | [ 25 ] |
| Costas Kandis          |         |                                                                            |                       | Uafhængig                              | Cypern      | 29. juli 2024                         | [ 25 ] |
| Hadja Lahbib           |         |                                                                            |                       | ALDE (Mouvement Réformateur)           | Belgien     | 2. september 2024                     | [ 26 ] |
| Victor Negrescu        |         |                                                                            |                       | PES (suspenderet) (PSD)                | Rumænien    | 22. august 2024                       | [ 27 ] |
| Glenn Micallef         |         |                                                                            |                       | PES (PL)                               | Malta       | 25. juli 2024                         | [ 28 ] |
| Thierry Breton         |         |                                                                            |                       | Uafhægnig                              | Frankrig    | 30. juli 2024                         | [ 29 ] |
| Jessika Roswall        |         |                                                                            |                       | EPP Moderaterna                        | Sverige     | 9. juli 2024                          | [ 30 ] |
| Tomaž Vesel            |         |                                                                            |                       | Uafhængig                              | Slovenien   | 26. juni 2024                         | [ 31 ] |
| Henna Virkkunen        |         |                                                                            |                       | EPP Samlingspartiet (Finland)          | Finland     | 4. juli 2024                          | [ 32 ] |
| Kaja Kallas            |         | EU's højtstående repræsentant for udenrigsanliggender og sikkerhedspolitik |                       | ALDE (Eesti Reformierakond)            | Estland     | 28. juni 2024                         | [ 33 ] |
| Andrius Kubilius       |         |                                                                            |                       | EPP Fændrelandsunionen                 | Litauen     | 21. august 2024                       | [ 34 ] |
| Michael McGrath        |         |                                                                            |                       | ALDE (Fianna Fáil)                     | Irland      | 25. juni 2024                         | [ 35 ] |
| Ekaterina Zaharieva    |         |                                                                            |                       | EPP GERB                               | Bulgarien   | 30. august 2024                       | [ 36 ] |
| Julian Popov           |         |                                                                            |                       | Uafhængig                              | Bulgarien   | 30. august 2024                       | [ 36 ] |
| Wopke Hoekstra         |         |                                                                            |                       | EPP (CDA)                              | Holland     | 22. juli 2024                         | [ 37 ] |